# LAN Airlines
LAN Airlines és una important companyia aèria sud-americana amb base a Santiago de Xile, el Perú i l'Argentina. Creada per l'estat xilè el 1929, prengué el nom de Linea Aérea Nacional de Chile (LAN Chile) el 1932. Des de 2004 es diu oficialment LAN Airlines. És la matriu d'un grup de companyies aèries sud-americanes, moltes amb la marca LAN. És membre de l'aliança Oneworld i opera línies en codi compartit amb membres d'aquesta aliança així com amb Tam Linhas Aéreas i amb Korean Air.